# سو هي
سوهي (هانغل: 안소희) (من مواليد 27 يونيو 1992) هي مغنية وعارضة أزياء وممثلة كورية جنوبية بدأت مسيرتها الفنية عام 2007. وهي عضوة في فرقة «الفتيات الرائعات». تجيد الغناء باليابانية والكورية.

## وصلات خارجية
- سو هي على موقع IMDb (الإنجليزية)
- سو هي على موقع ألو سيني (الفرنسية)
- سو هي على موقع ميوزك برينز (الإنجليزية)
- سو هي على موقع أول موفي (الإنجليزية)
- سو هي على موقع ديسكوغز (الإنجليزية)
- سو هي على موقع قاعدة بيانات الفيلم (الإنجليزية)
- سو هي على موقع كينوبويسك (الروسية)